# Alfred Olek
Alfred Olek (* 23. Juli 1940 in Schwientochlowitz; † 10. März 2007 in Pilchowice) war ein polnischer Fußballspieler.

## Karriere

### Vereine
Olek begann 15-jährig bei Czarni Chropaczów, einem Stadtteilverein von Świętochłowice, mit dem Fußballspielen. Im Stadtteil Lipiny spielte er dann eine Saison lang (1964/65) für den GKS Świętochłowice, bevor er von Górnik Zabrze verpflichtet wurde.
Von 1965 bis 1971 gehörte er Górnik Zabrze an und kam in der 1. Liga, der seinerzeit höchsten Spielklasse im polnischen Fußball, als Abwehrspieler zum Einsatz. Während seiner Vereinszugehörigkeit wurde er dreimal polnischer Meister und viermal polnischer Pokalsieger. International bestritt er für seinen Verein im Wettbewerb um den Europapokal der Landesmeister 1966/67 fünf und 1967/68 sechs Begegnungen, im Wettbewerb um den Europapokal der Pokalsieger 1969/70 alle zehn Spiele, einschließlich des am 29. April 1970 im Wiener Praterstadion gegen Manchester City mit 1:2 verlorenen Finales. Im Zweitrunden-Rückspiel am 26. November 1969 erzielte er im Ibrox Stadium beim 3:1-Sieg gegen die Glasgow Rangers mit dem Treffer zum 1:1 in der 63. Minute sein erstes Tor. Zwei weitere erzielte er in der Folgesaison des Wettbewerbs. In seinen insgesamt fünf Spielen gelangen ihm diese am 30. Juli 1970 im Erstrunden-Rückspiel beim Aalborg BK mit den Treffern zum 2:0 in der achten und zum 8:1-Endstand in der 84. Minute.
Von 1971 bis 1973 war er das einzige Mal außerhalb Polens aktiv. Er spielte für den schottischen Zweitligisten Hamilton Academical; danach kehrte er nach Polen zurück.
Nach Knurów gelangt, spielte er für den dort ansässigen Górnik Knurów vier Jahre lang in einer der unterklassigen Ligen, wo er seine Spielerkarriere auch beendete.

### Nationalmannschaft
Für die A-Nationalmannschaft kam er einzig am 6. Mai 1970 in Posen in einem Freundschaftsspiel gegen die Nationalmannschaft Irlands zum Einsatz, das mit 2:1 gewonnen wurde.

## Erfolge
- Finalist Europapokal der Pokalsieger 1970
- Polnischer Meister 1966, 1967, 1971
- Polnischer Pokal-Sieger 1968, 1969, 1970, 1971

## Sonstiges
Olek erlag am 10. März 2007 im Alter von 66 Jahren einem Krebsleiden.